# Matheus Fernandes
Matheus Fernandes Siqueira (Itaboraí, Rio de Janeiro, 30 de juny de 1998), conegut com a Matheus Fernandes és un futbolista brasiler que juga com a migcampista a l'Athletico Paranaense cedit pel Palmeiras.

## Carrera de club

### Botafogo de Futebol e Regatas
Fernandes va representar el Botafogo en categories juvenils. Va ser convocat per fer la pretemoprada de 2016 amb el primer equip, però no va ascendir-hi fins que ho va decidir l'entrenador Jair Ventura; més tard el mateix any, va renovar el seu contracte fins a final de 2019.
Fernandes va debutar com a sènior el 28 de gener de 2017, jugant com a titular en un empat 1–1 al Campionat carioca, a casa, contra el Nova Iguaçu. Quatre dies més tard va detubar a la Copa Libertadores, substituint Camilo en una victòria per 2–1 a casa contra el Colo-Colo.

### Sociedade Esportiva Palmeiras
El 19 de desembre de 2018, després d'haver destacat al Botafogo, va fitxar per la Sociedade Esportiva Palmeiras, amb un contracte per cinc temporades.
Hi va debutar l'1 de maig de 2019 en un empat contra el CSA.

### Futbol Club Barcelona
El 31 de gener de 2020 el FC Barcelona va anunciar el fitxatge de Fernandes. El jugador s'incorporaria a la disciplina blaugrana a partir de l'1 de juliol de 2020, i fins a aquella data jugaria cedit pel Palmeiras al Reial Valladolid. El cost del fitxatge fou de 7 milions d'euros més 3 en variables i el jugador signaria contracte fins al 30 de juny de 2025.
Després d'haver començat lesionat la primera temporada a Barcelona, va haver d'esperar fins al 24 de novembre per debutar, tot jugant els darrers 17 minuts d'un partit de Champions League 2020-21 contra l'FC Dinamo de Kiev.
El 17 d'abril de 2021, Matheus va guanyar el seu primer i únic trofeu amb el FC Barcelona, que va derrotar l'Athletic Club 4–0 a la final de la Copa del Rei de 2021. Tot i que no havia jugat ni un minut en la competició, se'l va incloure en el palmarès perquè el seu nom sortia en dues convocatòries.
El 29 de juny de 2021, el Barça va rescindir el seu contracte.

## Palmarès

### Club
Botafogo
- Campionat carioca: 2018

FC Barcelona
- Copa del Rei de futbol: 2020–21[14]